# Rusinka (wieś)
Rusinka (biał. Русінка; ros. Русинка) – wieś na Białorusi, w obwodzie mohylewskim, w rejonie mohylewskim, w sielsowiecie Mastok.